# Parti libéral du Québec
 (août 2024).
Si vous disposez d'ouvrages ou d'articles de référence ou si vous connaissez des sites web de qualité traitant du thème abordé ici, merci de compléter l'article en donnant les références utiles à sa vérifiabilité et en les liant à la section « Notes et références ».
 (juin 2025).
Le Parti libéral du Québec (PLQ) est un parti politique québécois œuvrant sur la scène provinciale. Présent depuis la création de la fédération canadienne en 1867, il est le plus ancien parti politique québécois étant toujours en activité. Le pouvoir lui est revenu dans une alternance qui l'opposa successivement au Parti conservateur du Québec, à l'Union nationale, au Parti québécois. Le Parti libéral est un parti fédéraliste, c'est-à-dire qu'il appuie l'idée du maintien du Québec comme province du Canada : il s'oppose à l'indépendance du Québec proposée par le référendum québécois de 1980 et celui de 1995 et appuie la réforme de la constitution canadienne lors du référendum québécois sur l'accord de Charlottetown de 1992.
Le Parti libéral du Québec se réclame de huit « grandes valeurs libérales », à savoir la liberté individuelle, le développement économique, l'identification au Québec, la justice sociale, le respect de la société civile, la démocratie, l'appartenance du Québec à la fédération canadienne et l'équité intergénérationnelle. Au fil de l'histoire, le positionnement idéologique du Parti libéral a relativement évolué. Durant les premières décennies de la fédération canadienne, le Parti libéral tente de s'inscrire dans la lignée des whigs et des libéraux britanniques et de se défaire d'une image radicale et anticléricale héritée de son ancêtre, le Parti rouge,. Le gouvernement de Honoré Mercier est l'occasion d'une affirmation autonomiste face au gouvernement fédéral et d'une éphémère alliance avec des députés conservateurs sous les traits du Parti national. Alors que le Parti libéral règne sur le Québec sans interruption entre 1897 et 1936, il défend « un programme libéral classique axé sur le développement économique ». À la suite de l'élection d'Adélard Godbout en 1939, les libéraux ont privilégié des orientations plutôt interventionnistes et keynésiennes, surtout sous les gouvernements de Jean Lesage entre 1960 et 1966 et de Robert Bourassa entre 1970 et 1976.
Le retour de Bourassa au pouvoir en 1985 et l'arrivée de Jean Charest à la direction du parti en 1998 confirmèrent ensuite un retour au centre-droit, prônant un assainissement des finances de l'État et le développement économique,. Économiquement, le Parti libéral se trouve toujours à la droite du Parti québécois depuis la fondation de ce parti, bien qu'il adhère à l'interculturalisme et au progressisme sur le plan social. Les gouvernements Lesage et Bourassa, s'ils n'entendirent jamais favoriser l'indépendance du Québec, présentèrent d'importantes revendications nationalistes et autonomistes, culminant avec l'échec de l'Accord du lac Meech en 1990 et de l'Accord de Charlottetown en 1992. Les récents gouvernements Charest et Couillard n'ont toutefois pas pris autant à cœur la question constitutionnelle, ayant largement respecté le statu quo à la suite du rapatriement de la Constitution du Canada par Trudeau en 1982, et le gouvernement Couillard, ayant adopté une orientation idéologique et une posture politique considérée par plusieurs observateurs comme étant proche du multiculturalisme canadien. Pour ces raisons, le Parti libéral provincial est souvent considéré par certains observateurs nationalistes comme étant un parti centré sur la défense des intérêts des non-francophones, ayant eu besoin au cours des récentes élections du vote des anglophones et des immigrés pour faire élire ses députés,,. En outre, le Parti libéral du Québec est souvent perçu comme étant la succursale du Parti libéral du Canada par plusieurs commentateurs,,, au point où même certains aspirants chefs, comme Charles Milliard, prétendent craindre que le Parti libéral provincial soit effectivement en train de devenir la succursale du Parti libéral fédéral,. En dépit de cela, notons cependant que le Parti libéral provincial n'est plus affilié de façon officielle au Parti libéral fédéral depuis 1955.

## Histoire

### Origines et débuts
Le Parti libéral prend ses origines dans le Parti patriote qui appuyait la Rébellion des Patriotes de 1837-1838, et dans le Parti rouge qui militait pour le gouvernement responsable et contre l'autorité de l'Église catholique dans la colonie britannique du Bas-Canada.
Après l'indépendance du Dominion du Canada en 1867, les libéraux sont en opposition aux conservateurs pour près de 20 ans, à l'exception d'une période de 18 mois en 1878-1879 quand il y a un gouvernement minoritaire libéral. Toutefois, la situation change en 1885 lorsque le gouvernement conservateur fédéral exécute Louis Riel, le chef des Métis francophone dans l'Ouest canadien. Cette décision est extrêmement impopulaire au Québec. Honoré Mercier profite de cette vague de mécontentement pour décrocher le pouvoir en 1887, mais il succombe à un scandale en 1891. Il est subséquemment acquitté des accusations, mais les conservateurs conservent néanmoins le pouvoir jusqu'en 1897.

### Domination

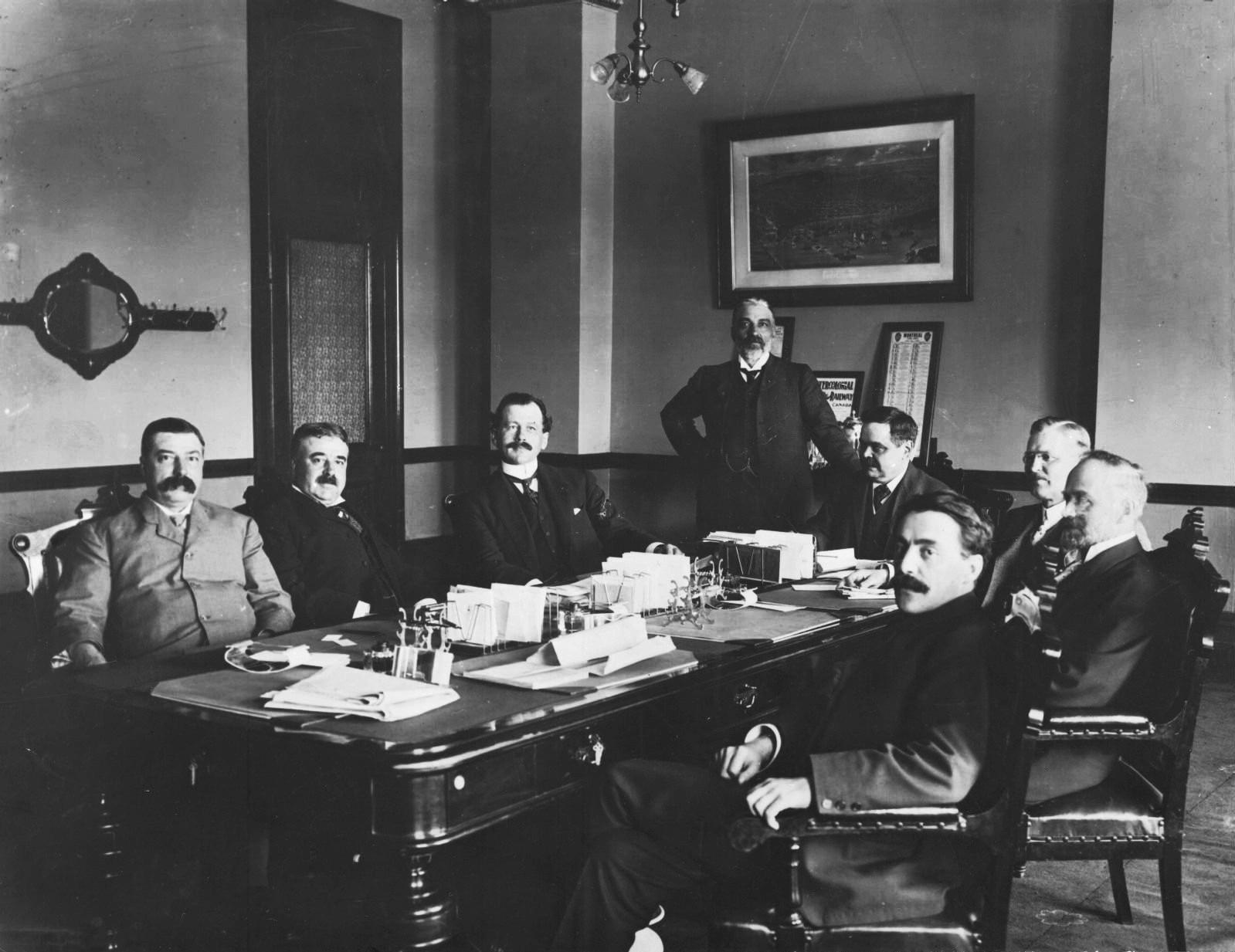
Gouvernement Lomer Gouin en 1905.

Les libéraux, avec à leur tête le progressiste Félix-Gabriel Marchand, remportent l'élection de 1897, et se maintiennent au pouvoir sans interruption pendant les 39 années suivantes; les conservateurs ne sont jamais revenus au pouvoir au Québec. Cette situation reflète celle à Ottawa, où l'arrivée de Wilfrid Laurier à la tête du pays dans l'élection de 1896 marque le début de la longue domination des libéraux sur la scène fédérale. Comme premiers ministres importants de cette période, mentionnons Lomer Gouin et Louis-Alexandre Taschereau.
Toutefois, en 1935, les conservateurs ont un nouveau chef ambitieux : Maurice Duplessis. Duplessis fusionne son parti avec des ex-libéraux dissidents qui avaient formé l'Action libérale nationale. Duplessis mène le nouveau parti, l'Union nationale, au pouvoir en 1936. Les libéraux reprennent le pouvoir dans l'élection de 1939, mais sont de nouveau battus lors de l'élection de 1944. Ils demeureront dans l'opposition jusqu'à la mort de Duplessis, soit pendant 16 ans.

### De la Révolution tranquille aux référendums

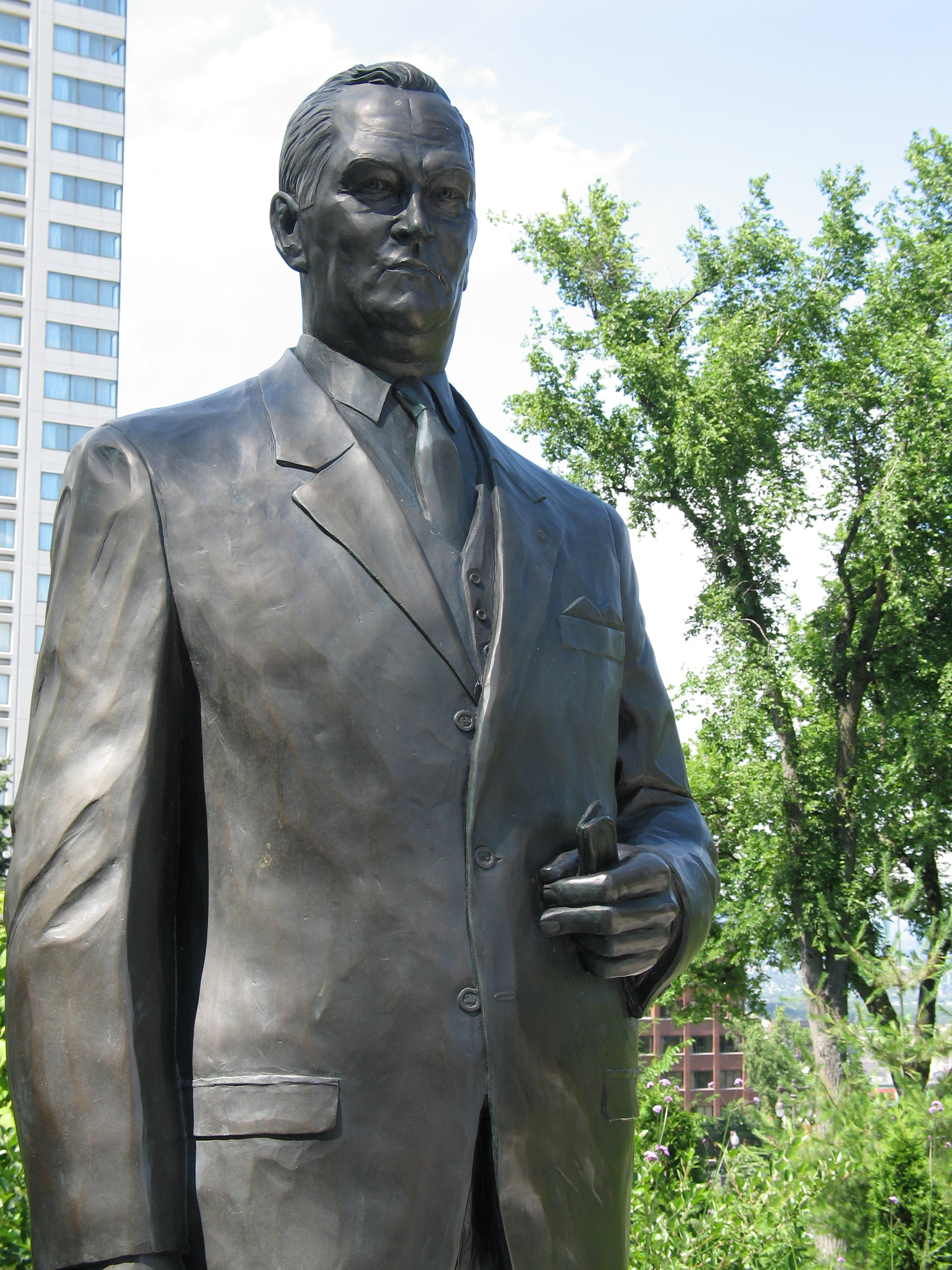
Statue de Jean Lesage, chef du parti et premier ministre dans les années 1960.

Sous Jean Lesage, le parti remporte une élection historique en 1960, mettant un terme à un règne sans interruption de seize ans de l'Union nationale. C'est le début de la Révolution tranquille, qui modifie en profondeur la société québécoise. Sous le slogan Maîtres chez nous, le gouvernement du Québec entreprend plusieurs initiatives majeures, dont :
- la nationalisation de l'industrie hydro-électrique à travers l'expansion de Hydro-Québec — cette initiative majeure du gouvernement est menée par le ministre des Ressources naturelles, René Lévesque ;
- la création de la régie des rentes du Québec, distinct du Régime de pensions du Canada qui existe dans toutes les autres provinces ;
- la création d'un ministère de l'Éducation, enlevant la responsabilité des écoles à l'Église catholique ;
- des pressions sur le gouvernement fédéral pour qu'il renégocie les relations fédérales-provinciales.

Après avoir conservé le pouvoir en 1962, le Parti libéral retourne sur les bancs de l'opposition en 1966, quand l'Union nationale dirigée par Daniel Johnson gagne cette élection.
Sous Jean Lesage, les libéraux donnent naissance à une aile nationaliste. Vers la fin de la décennie 1960, certains libéraux, incluant le ministre René Lévesque, quittent le parti pour se joindre au mouvement souverainiste du Québec et participent à la fondation du Parti québécois, dirigé par Lévesque.
Les relations entre le Parti libéral du Québec et son homologue fédéral, le Parti libéral du Canada, s'enveniment sous Lesage, et davantage sous Robert Bourassa. Déjà, en 1955 le PLQ mettait fin à son affiliation au PLC, et à plusieurs moments depuis, les relations entre les deux partis ont été extrêmement tendues. Comme premier ministre, Bourassa fait adopter la Loi 22 qui fait du français la langue officielle au Québec, et fait pression sur le premier ministre fédéral Pierre Elliott Trudeau pour obtenir des concessions constitutionnelles. Son gouvernement est également embarrassé par plusieurs scandales. Bourassa renonce à la direction du parti après sa défaite aux mains du Parti québécois de René Lévesque dans l'élection de 1976. Bourassa est remplacé à la tête du Parti libéral par Claude Ryan, l'ancien éditeur du quotidien montréalais Le Devoir. Ryan mène à bien la campagne fédéraliste durant le référendum de 1980 sur la souveraineté-association, mais perd ensuite l'élection de 1981 aux mains du PQ. Il démissionne de son poste de chef du Parti libéral, pavant la voie au retour de Robert Bourassa qui fut élu au Colisée de Québec en octobre 1983.

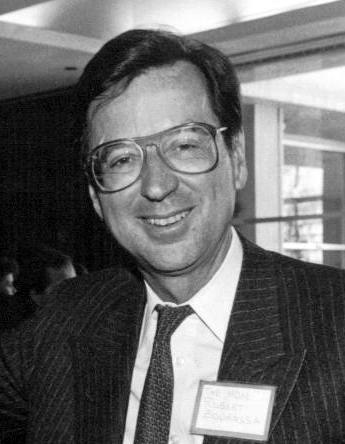
Robert Bourassa, premier ministre libéral du Québec, dont il a négocié le statut avec le Canada.

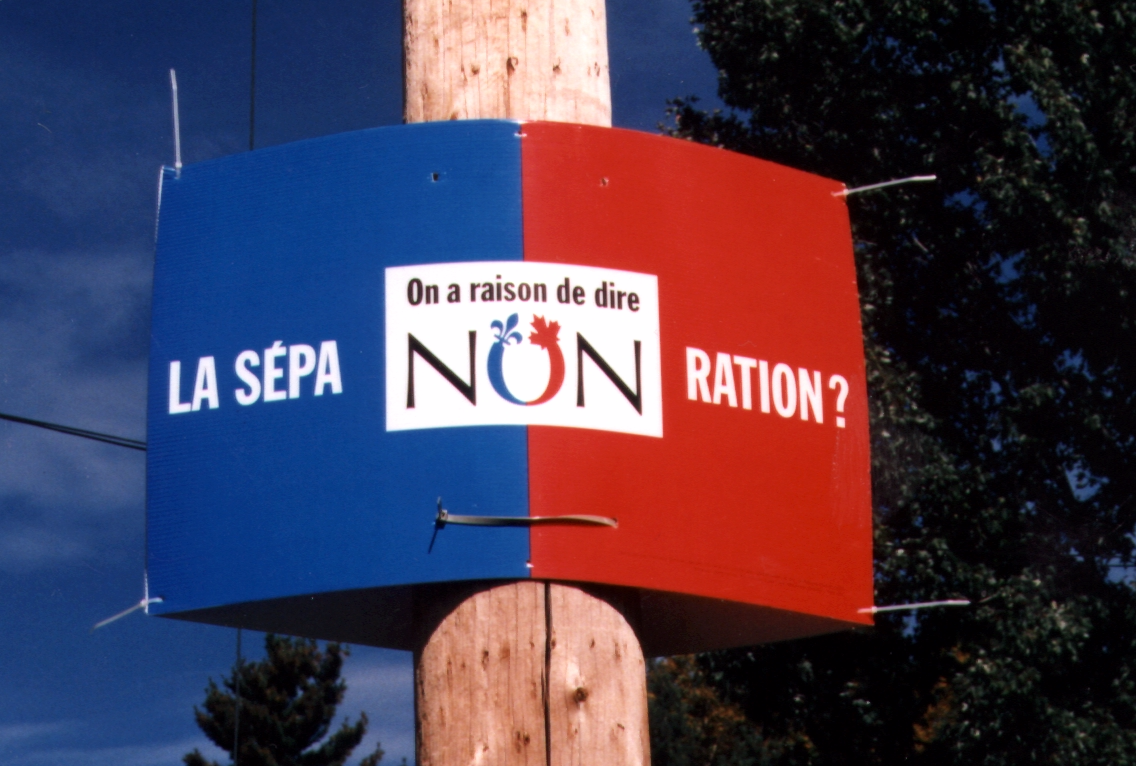
Pancarte du « Non » au référendum québécois de 1995, option pour laquelle le Parti libéral du Québec fait campagne.

Réélu à la tête du Québec lors des élections de décembre 1985, Bourassa réussit à convaincre le gouvernement fédéral progressiste-conservateur de Brian Mulroney de reconnaître le Québec comme une société distincte et cherche à obtenir plus de pouvoirs pour le Québec et les autres provinces. Ceci a pour résultat l'Accord du lac Meech et l'Accord de Charlottetown. Ces deux propositions ne sont toutefois pas ratifiées. Bien que nationaliste, Bourassa est toujours demeuré opposé à l'indépendance du Québec. Réélu en 1989, Bourassa cède les rênes du Parti libéral et du gouvernement en 1993 : Daniel Johnson lui succède alors comme chef libéral et premier ministre mais il ne demeure en poste que quelques mois ; le gouvernement libéral est défait par le Parti québécois de Jacques Parizeau aux élections de 1994. En 1990, après l'échec de l'Accord du lac Meech et dans la foulée du rejet par le gouvernement Bourassa du rapport Allaire, plusieurs membres nationalistes du Parti libéral, menés par Jean Allaire et Mario Dumont, et incluant plusieurs de l'aile jeunesse du parti, quittent le PLQ pour former l'Action démocratique du Québec. Tout comme en 1980, le PLQ fait campagne pour le NON durant le référendum de 1995 sur la souveraineté, qu'il remporte in extremis.

### Ère Charest

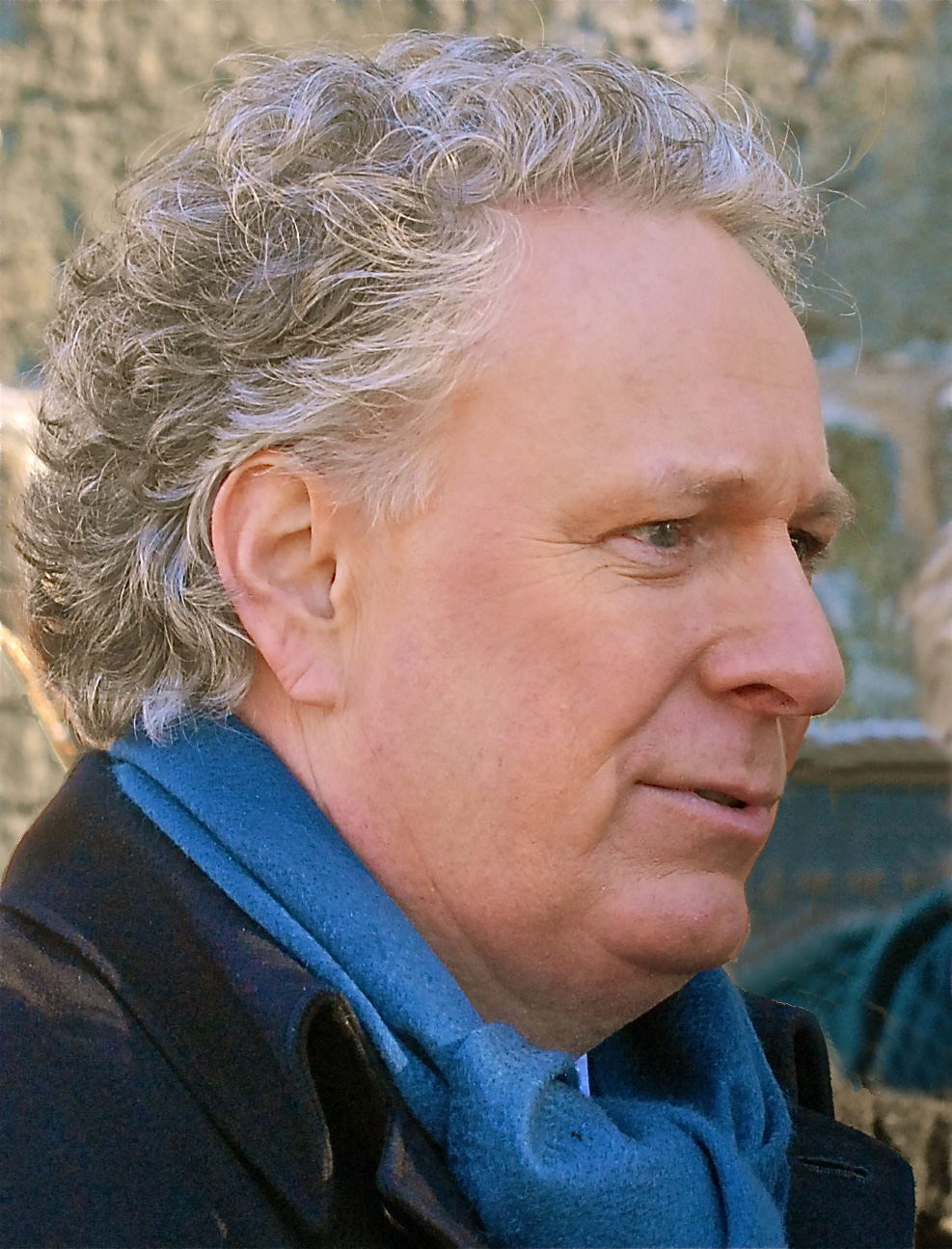
Jean Charest, avec qui le Parti libéral du Québec revient au pouvoir en 2003.

Aux élections du 14 avril 2003, les libéraux sont à nouveau portés au pouvoir et forment le gouvernement du Québec sous la direction du premier ministre Jean Charest. À mi-mandat, les sondages indiquent que le gouvernement de Jean Charest fait face aux plus hauts taux d'insatisfaction jamais enregistrés pour un gouvernement au Québec.
Des propositions fortement controversées de réforme de l'éducation, des politiques syndicales et sociales, une maladresse continuelle dans la communication des politiques et décisions du gouvernement, ainsi que d'autres facteurs donnent pendant longtemps au Parti québécois l'espoir de remporter les prochaines élections du 26 mars 2007. Cependant, la chute dans les sondages de ce dernier (14 points de novembre 2005 à juin 2006), entre autres due à l'apparition du parti Québec solidaire, replace pour la première fois depuis longtemps le Parti libéral du Québec en première position dans les intentions de vote. Cette glissade du PQ peut être aussi attribuée au leadership maintes fois contesté d'André Boisclair. Lors de l'élection générale de 2007, le PLQ devient néanmoins minoritaire, l'Action démocratique du Québec fait une percée historique et le Parti québécois est relégué au troisième rang en termes d'appuis populaires.
De son élection en avril 2003 aux élections de 2007, le gouvernement libéral a fait face à de nombreuses critiques de la part des centrales syndicales, telles la FTQ ou la CSN, des organismes de défense des droits sociaux ainsi que du mouvement étudiant québécois. La « réingénierie » de l'État, telle qu'annoncée par le premier ministre Jean Charest serait, selon eux, la première étape vers la réduction du rôle et de la taille de l'État. Ils dénoncent fortement la remise en cause du modèle québécois développé au cours des années 1960. Mais c'est la loi 31 sur le code du travail, qui autorisait, entre autres, la sous-traitance dans les institutions publiques, qui causa le plus grand émoi dans le milieu syndical.
Les nombreux reculs du gouvernement fragilisèrent son pouvoir et firent en sorte que les libéraux se retrouvent minoritaires après les élections de 2007, un évènement alors rare au Québec. À la suite de la réélection des libéraux à la tête d'un gouvernement minoritaire, le taux de popularité du gouvernement, paradoxalement[pourquoi ?], ne cesse d'augmenter pour atteindre un taux de satisfaction de 61 % en mars 2008. À la suite de l'électrochoc subi par le PLQ, Jean Charest a décidé de remanier entièrement le mode d'action du gouvernement. Le conseil des ministres est passé à seulement 18 ministres et est devenu le premier à respecter la parité hommes/femmes. L'entourage de Jean Charest a aussi changé, notamment son chef de cabinet, et il a rappelé deux anciens conseillers de l'époque de Robert Bourassa : John Parisella et Michel Bissonnet.
En novembre 2008, alors que les libéraux sont en tête des sondages, Jean Charest, à la tête d'un gouvernement minoritaire depuis 2007, déclenche les élections de 2008 pour le 8 décembre 2008. Il va réussir à former un troisième gouvernement consécutif, une première depuis la révolution tranquille. Cette élection marque aussi le retour à un gouvernement majoritaire, le retour du PQ dans le rôle de l'opposition officielle, l'élection du premier député de Québec solidaire et surtout la dramatique chute de l'ADQ.
En 2011, le Parti libéral décide de lancer le Plan Nord avec pour objectif de créer des milliers d'emplois pour le Québec. Ce projet a été applaudi par certains mais surtout critiqué, par plusieurs intervenants, dont un député qui a reproché au premier ministre Philippe Couillard son « attitude de colonisé ».
Le troisième mandat du gouvernement Charest est assombri pratiquement dès le départ par des allégations de corruption, de collusion et de copinage dans l'octroi des contrats de travaux publics dans la région de Montréal. Après avoir refusé pendant des années de mettre sur pied une commission d'enquête afin de faire la lumière sur ces allégations, le premier ministre Charest cède enfin à la pression populaire en 2011 et accepte de mettre sur pied la Commission Charbonneau qui s'avérera dévastatrice pour l'entourage du Parti libéral mais presque sans conséquence sur les autres partis.
En février 2012, la hausse des droits de scolarité décrétée par le gouvernement Charest met le feu aux poudres d'une contestation générale populaire qui embrasera plusieurs villes du Québec. La grève générale des étudiants, bientôt rejoints dans leur contestation par de larges segments de la société civile, durera six mois et servira de prétexte au déclenchement des 40e élections générales québécoises.
Le 4 mai 2012, une violente manifestation éclate lors du Conseil général du Parti libéral, qui avait été déplacé par prudence de Montréal à Victoriaville. Des citoyens ont été arrêtés ou blessés par la riposte des policiers appelés à la protection des représentants du parti au pouvoir. Selon l'interprétation de Radio-Canada, la voiture de police qui a foncé sur la foule cherchait à secourir un policier après qu'il eut été « frappé par des manifestants ». Toutefois, selon des témoignages, c'est l'inverse qui se serait produit.
Le 22 mai 2012, au moins 250 000 citoyens en colère descendent dans la rue pour exiger la fin du gouvernement du Parti libéral.
Le gouvernement du Parti libéral de Charest s'est aussi illustré avec une explosion record de l'endettement public de l'ordre de 54,6 milliards $ additionnels en seulement neuf ans, ce qui servira de prétexte à son successeur Philippe Couillard en 2014 pour instaurer de sévères mesures d'austérité.
Déjà, en février 2011 une pétition de 248 000 noms exigeant la démission de Jean Charest avait été déposée à l'Assemblée nationale du Québec. Rien n'y fit: Charest et le Parti libéral s'accrochèrent au pouvoir jusqu'à l'élection du Parti québécois, marquée par une tentative d'assassinat contre la première ministre Pauline Marois.
Élu en 2007, Jean Charest promeut à son tour le néolibéralisme. Celui-ci défend donc les mêmes buts et favorise, lui aussi[pas clair], le secteur privé, ce qui à pour effet de faire diminuer le revenu du gouvernement[réf. nécessaire]. Donc, pour remédier à cette situation, Jean Charest décide d'augmenter les frais de scolarité d'environ 1 722 $[précision nécessaire] afin de renflouer les coffres de l'État[réf. nécessaire].

### Court intermède du règne libéral
Les élections du 4 septembre 2012 marquent pour deux ans la fin d'un règne libéral de neuf ans. Le PLQ est alors relégué au second rang, formant l'opposition officielle avec 50 sièges, pas très loin derrière le gouvernement Marois, dont les 54 sièges lui ont valu de former un gouvernement minoritaire.
Le 17 mars 2013, lors du premier congrès à la chefferie du PLQ depuis 1983, Philippe Couillard succède à Jean Charest à la tête du PLQ avec l'appui de 58,5 % des membres du parti.

### Retour aux commandes

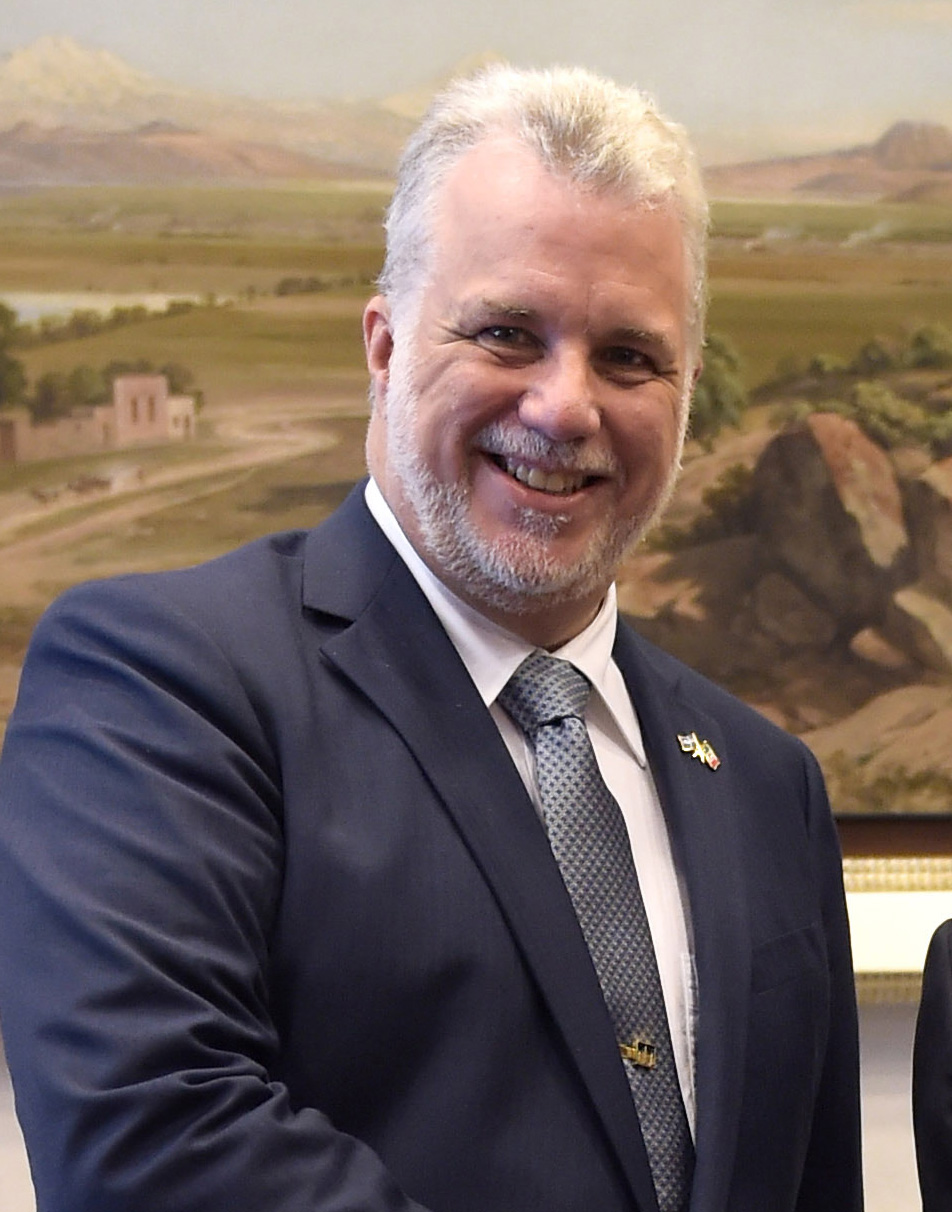
Philippe Couillard, chef du parti (2013-2018) et premier ministre du Québec jusqu'aux élections provinciales de 2018.

Le 7 avril 2014, Philippe Couillard mène son parti à la formation d'un gouvernement majoritaire, à la suite de l'élection de 70 députés sur 125 à l'élection provinciale. Son mandat est marqué par une situation budgétaire et économique difficile en début de mandat. Les mesures de restriction de l'accroissement des dépenses publiques, présentées en début de mandat, ont été vivement décriées par plusieurs groupes communautaires et syndicats du secteur public, mais aussi par François Legault qui lui reprochait de copier le programme électoral de la CAQ.
De plus le gouvernement de Philippe Couillard aura entrepris une importante réforme du système de santé en plus de proposer formellement au Canada de nouvelles négociations constitutionnelles dans un document officiel intitulé Québécois, notre façon d'être canadien,,,.
Le 5 mai 2018, une vague de démissions secoue le Parti libéral du Québec. Le parti plaide toutefois que ces démissions ne sont pas un signe de panique mais bel et bien un simple renouvellement.

### Retour dans l'opposition
Le 1er octobre 2018, le Parti libéral est renvoyé dans l'opposition lors des élections législatives, remportées par la Coalition avenir Québec. Les libéraux n'obtiennent que 24,82 % des votes et 31 sièges à l'Assemblée nationale. En termes de pourcentage de vote, il s'agit alors de la pire défaite électorale de l'histoire du parti, soit depuis 1867. Malgré tout, il forme l'opposition officielle. Un sondage postélectoral permet d'établir que seulement 12% des francophones ont voté pour le parti et que son électoral traditionnel, les non-francophones, se sont abstenus de voter à hauteur de 47 %.
Philippe Couillard démissionne à titre de chef du parti et de député de Roberval le 4 octobre ; il est remplacé le lendemain par Pierre Arcand qui agira à titre de chef intérimaire. Le 10 octobre, ce dernier annonce la nomination de Sébastien Proulx comme leader parlementaire pour le caucus libéral.
Le 1er mars 2019, le président du parti Antoine Atallah annonce sa démission à la suite d'une contestation interne. Katherine Martin, première vice-présidente du parti, assure l'intérim de la présidence jusqu'à la nomination par le Conseil exécutif d’une nouvelle présidente ou d’un nouveau président.
La course à la chefferie déclenchée après la démission de Philippe Couillard voit deux candidats se qualifier : Dominique Anglade, députée de la circonscription de Saint-Henri–Sainte-Anne, ancienne vice-première ministre et ancienne présidente de la Coalition avenir Québec, et Alexandre Cusson 11 mai 2020, ancien maire de Drummondville et ex-président de l'Union des municipalités du Québec. Le retrait de sa candidature le 11 mai 2020 permet le couronnement de Dominique Anglade, qui devient la première femme à diriger le parti.
Depuis les élections de 2018, le parti est marqué à l'interne par un débat sur la manière de regagner la confiance des francophones, ces derniers n'accordant en juin 2020 que 10 % d'intentions de votes au Parti libéral. Dominique Anglade a promis une loi sur l'interculturalisme, vu comme une façon de regagner les francophones considérée comme échaudés par le nationalisme tiède de la précédente administration Couillard et son adhésion inconditionnelle au multiculturalisme canadien. Plusieurs militants s'opposent cependant à cette hypothétique loi sur l'interculturalisme, la jugeant comme un compromis avec les supposées « positions xénophobes de la CAQ »
Lors des élections générales québécoises de 2022, le PLQ subit sa pire défaite en ne recevant que 14,37% des suffrages, récoltant ainsi moins de votes que Québec solidaire et le Parti québécois. La concentration du vote libéral dans la grande région métropolitaine permet néanmoins au parti de faire élire 21 députés et de conserver le statut d'opposition officielle à l'Assemblée nationale. Depuis l'expulsion du caucus de la députée de Vaudreuil Marie-Claude Nichols en octobre 2022, le Parti libéral du Québec compte 20 députés au Parlement.
Le 7 novembre 2022, Dominique Anglade annonce qu'elle démissionne de son poste de cheffe du Parti libéral du Québec. Elle annonce qu'elle quittera également ses fonctions de députée de Saint-Henri–Sainte-Anne le 1er décembre 2022. En raison de son départ de la chefferie libérale, Marc Tanguay devint le chef intérimaire du parti le 10 novembre 2022. Pablo Rodriguez est élu chef du parti le 14 juin 2025.

### Chefs

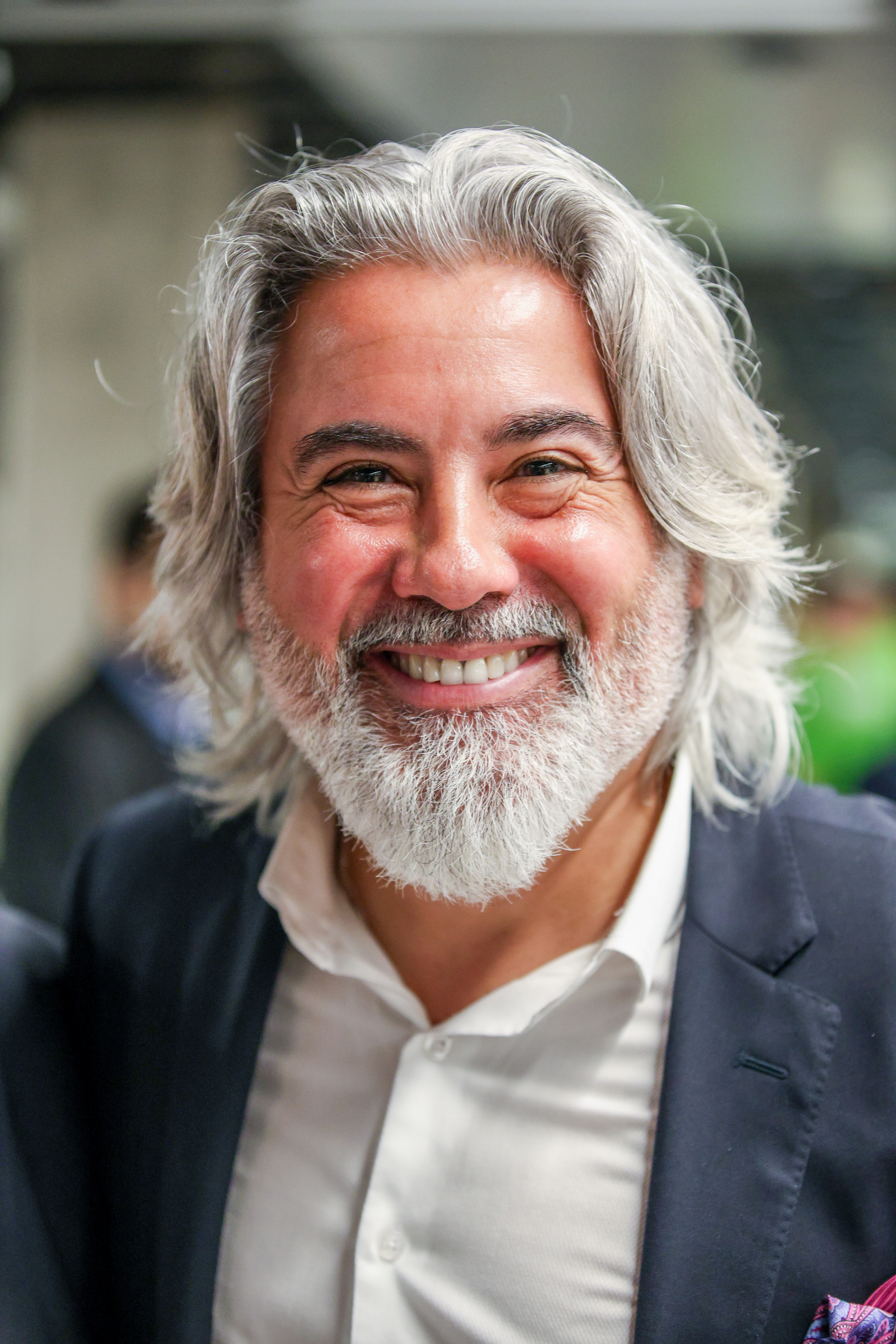
Pablo Rodriguez, chef du Parti libéral du Québec depuis juin 2025

| Nom                               | Chef                               | Premier ministre    |
| --------------------------------- | ---------------------------------- | ------------------- |
| Henri-Gustave Joly de Lotbinière  | 1867 - 18 janvier 1883             | 1878 - 1879         |
| Honoré Mercier                    | 18 janvier 1883 – 28 avril 1892    | 1887 - 1891         |
| Félix-Gabriel Marchand            | 28 avril 1892 – 25 septembre 1900  | 1897 - 1900         |
| Simon-Napoléon Parent             | 29 septembre 1900 - 21 mars 1905   | 1900 - 1905         |
| Lomer Gouin                       | 23 mars 1905 - 8 juillet 1920      | 1905 - 1920         |
| Louis-Alexandre Taschereau        | 9 juillet 1920 - 11 juin 1936      | 1920 - 1936         |
| Adélard Godbout                   | 11 juin 1936 - 22 juillet 1949     | 1936 et 1939 - 1944 |
| George Carlyle Marler (intérim)   | 22 juillet 1949 - 20 mai 1950      |                     |
| Georges-Émile Lapalme             | 20 mai 1950, - 31 mai 1958         |                     |
| Jean Lesage                       | 31 mai 1958 - 17 janvier 1970      | 1960 - 1966         |
| Robert Bourassa                   | 17 janvier 1970 - 19 novembre 1976 | 1970 - 1976         |
| Gérard D. Levesque (intérim)      | 19 novembre 1976 – 15 avril 1978   |                     |
| Claude Ryan                       | 15 avril 1978, – 10 août 1982      |                     |
| Gérard D. Levesque (intérim)      | 10 août 1982 – 15 octobre 1983     |                     |
| Robert Bourassa                   | 15 octobre 1983, – 11 janvier 1994 | 1985 - 1994         |
| Daniel Johnson (fils)             | 11 janvier 1994 – 2 mars 1998      | 1994                |
| Monique Gagnon-Tremblay (intérim) | 2 mars 1998 – 30 avril 1998        |                     |
| Jean Charest                      | 30 avril 1998– 19 septembre 2012   | 2003 - 2012         |
| Jean-Marc Fournier (intérim)      | 19 septembre 2012 – 17 mars 2013   |                     |
| Philippe Couillard                | 17 mars 2013, – 9 octobre 2018     | 2014 - 2018         |
| Pierre Arcand (intérim)           | 15 octobre 2018 – 11 mai 2020      |                     |
| Dominique Anglade                 | 11 mai 2020 – 7 novembre 2022      |                     |
| Marc Tanguay (intérim)            | 10 novembre 2022 – 14 juin 2025    |                     |
| Pablo Rodriguez                   | 14 juin 2025 –                     |                     |

## Idéologie et principales lois votées

### Fédéralisme canadien
Le Parti libéral du Québec prône le fédéralisme et l'unité du Canada. Dans l'histoire on aura vu entre autres le Parti libéral du Québec s'opposer publiquement et politiquement à l'indépendance du Québec lors des référendums de 1980 et de 1995 et proposer de nouvelles négociations constitutionnelles au Canada durant l'élection de 2018 afin de réunifier le pays dans une nouvelle constitution,,, ce qui s'est toutefois soldé par un cuisant échec lors du rejet au suffrage de l'Accord du lac Meech, puis lors de l'échec des négociations entourant l'Accord de Charlottetown.
Le soutien indéfectible du PLQ au fédéralisme canadien ne l'empêche toutefois pas de s'opposer à l'occasion à une vision trop centralisatrice que pourrait avoir le gouvernement fédéral, par exemple lorsque c'est le Parti libéral du Canada, auquel il n'est plus affilié depuis 1955, qui est au pouvoir. Malgré cela, de plus en plus d'observateurs témoignent de ce que le Parti libéral provincial est en train de se transformer résolument en succursale du Parti libéral du Canada,.

### Progressisme et conservatisme
Pendant le premier siècle de son existence, le PLQ a été le principal parti progressiste au Québec. De sa fondation jusqu’en 1935, il s’opposait au Parti conservateur du Québec. Puis, de 1935 à 1970, il s’est opposé à l’Union nationale.
À la fin du XIXe siècle, le Parti libéral affiche un libéralisme social et économique classique. À son congrès de 1938, tenu pendant le premier gouvernement Duplessis (1936-1939), il amorce un « virage d'esprit social-démocrate » en adoptant de nombreuses orientations avant-gardistes : mesures favorables au syndicalisme (à l'encontre de la position de Duplessis), étoffement du filet de sécurité sociale, droit de vote pour les femmes, acceptation du programme fédéral d'assurance chômage (que l'Union nationale au pouvoir rejetait pour préserver l'autonomie provinciale), établissement d'un régime de retraite étatique avec contribution conjointe des employeurs et des employés, application du programme d'aide aux « mères nécessiteuses » que Duplessis tarde à implanter, relèvement du salaire des instituteurs (et surtout des institutrices), gratuité des manuels dans les écoles publiques, étatisation ou municipalisation de l'hydroélectricité pour les cours d'eau demeurés dans le domaine public, établissement d'un programme d'assurance maladie, d'assurance invalidité et d'aide aux familles nombreuses (allocations familiales). Beaucoup de ces mesures, outre la fréquentation obligatoire de l'école pour les jeunes de 5 à 14 ans, seront implantées par le gouvernement d'Adélard Godbout (1939-1944), qui créera aussi Hydro-Québec.
Dans Le mythe tenace de la folk society en histoire du Québec, l'historien Jacques Rouillard souligne que ce programme « constitue un tournant majeur dans la vie politique québécoise. Ses principes correspondent aux valeurs sociales-démocrates, marquées par la volonté de démocratiser la société et de faire jouer à l'État un rôle étendu de protection sociale et de s'engager en économie ». Il dénonce le fait que ce mouvement progressiste, annonciateur de la Révolution tranquille, ait été occulté par divers historiens et commentateurs de l'histoire donnant à croire que le Québec constituait avant 1960 un bloc homogène et conservateur.
À partir de 1960, le Parti libéral marque l'histoire du Québec en implantant les changements de la Révolution tranquille, changements qui ne seront toutefois pas annulés, ni même ralentis, par les gouvernements d'Union nationale de 1966 à 1970.
De 1970 à 2018, le Parti québécois et le PLQ se sont échangé le pouvoir. Contrairement à l’opposition classique entre progressistes et conservateurs, la divergence la plus importante entre le PQ et le PLQ concernait la question nationale.
Depuis la fin des années 90, le PLQ a essentiellement mis de l’avant une vision économique de centre-droit conventionnel. Sous les chefs Jean Charest et Philippe Couillard, le PLQ a essentiellement adopté un positionnement économique de centre-droit, avec une importante base d'électeurs d'allégeance conservatrice au niveau fédéral. Le PLQ s’est ainsi défini comme « parti de l’économie ».
À la suite des défaites électorales de 2018 et de 2022, et avec l'émergence de la Coalition avenir Québec et du Parti conservateur du Québec, certains observateurs et militants ont suggéré que le PLQ avait perdu sa raison d'être et qu'il devrait renouer avec ses origines progressistes.

### Mesures prises
Voici quelques exemples de mesures adoptées sous les gouvernements libéraux québécois successifs au XXe siècle.
- âge minimum de 16 ans pour travailler (1910);
- droit de vote des femmes (1940);
- instruction obligatoire jusqu'à l'âge de 14 ans (1942);
- loi des appels d'offres pour les marchés publics dans le domaine de la voirie (1960);
- école primaire et secondaire gratuite (recommandation de la Commission Parent) (1961);
- création du ministère de l'Éducation et du Conseil supérieur de l'éducation (1964);
- création de la Régie de l'assurance maladie du Québec (1970);
- création du régime des allocations familiales du Québec (1973);
- instauration de l'aide juridique (1973);
- proclamation du français comme langue officielle de l'État du Québec (1974);
- adoption de la Charte des droits et libertés de la personne (1975).

C'est aussi le PLQ qui a mis en chantier la Révolution tranquille (1960), caractérisé par la décléricalisation et la reprise par l'État des fonctions liées à l'éducation et à la santé, ainsi que par une prise en main vigoureuse de l'économie par le gouvernement et un développement sans précédent de la fonction publique provinciale.
Les libéraux ont également mis en œuvre la nationalisation de l'électricité au Québec (1963). Ils ont créé la société de développement hydroélectrique Hydro-Québec (1944) et réalisé les colossaux complexes hydroélectriques de la Baie James et de la Côte-Nord (1960 à aujourd'hui).
À partir de 1970, le PLQ apparait toutefois comme étant moins interventionniste que le Parti québécois. Autrement dit, les libéraux, à l'instar de l'ADQ (1994-2012) et de la CAQ (2011-), ont généralement préconisé un certain retrait de l'État pour laisser plus de place au secteur privé. Le PLQ s'est toutefois différencié de l'ADQ en épousant moins le conservatisme fiscal et en rejetant le conservatisme social.
Les bilans des gouvernements libéraux des premiers ministres Jean Charest (2003-2012) puis Philippe Couillard (2014-2018) ont été marqués par la montée de différentes tensions sociales. Par exemple, les débats identitaires ont émergé sous le gouvernement Charest lors de la crise des accommodements raisonnables, une hausse ratée des frais de scolarité a causé une importante grève étudiante ayant causé plusieurs émeutes et c'est sous le gouvernement Couillard que le Québec a été confronté par une montée marquée de l'extrême droite[réf. nécessaire], notamment avec l'attentat de la grande mosquée de Québec et la création du groupe la Meute. Des manifestations contre l'austérité alléguée du gouvernement Couillard ont eu lieu au début du mandat de celui-ci.
Pendant son histoire, le parti a été régulièrement mis en cause dans des affaires de corruption. Le gouvernement Taschereau est notamment tombé en 1936 en raison de scandales liés à l'éthique. Les gouvernements Bourassa ont eu aussi été ciblés par des allégations de corruption. Le mandat de Jean Charest a été marqué par un scandale sur la nomination des juges ayant entrainé la commission Bastarache, et d'autres relatifs à l'octroi des contrats publics qui ont mené à la commission Charbonneau avec comme conclusion que de la corruption et de la collusion existaient bel et bien au niveau municipal comme dans les villes de Montréal et Laval mais pas au ministère des Transports du Québec même sous le régime libéral.
Le fonds d’archives Parti libéral du Québec est conservé au centre d’archives de Québec de la Bibliothèque et Archives nationales du Québec.

## Identité visuelle

### Logos

De 1960 à 1970
De 1970 à 1994
De 1994 à 2003
De 2003 à 2022
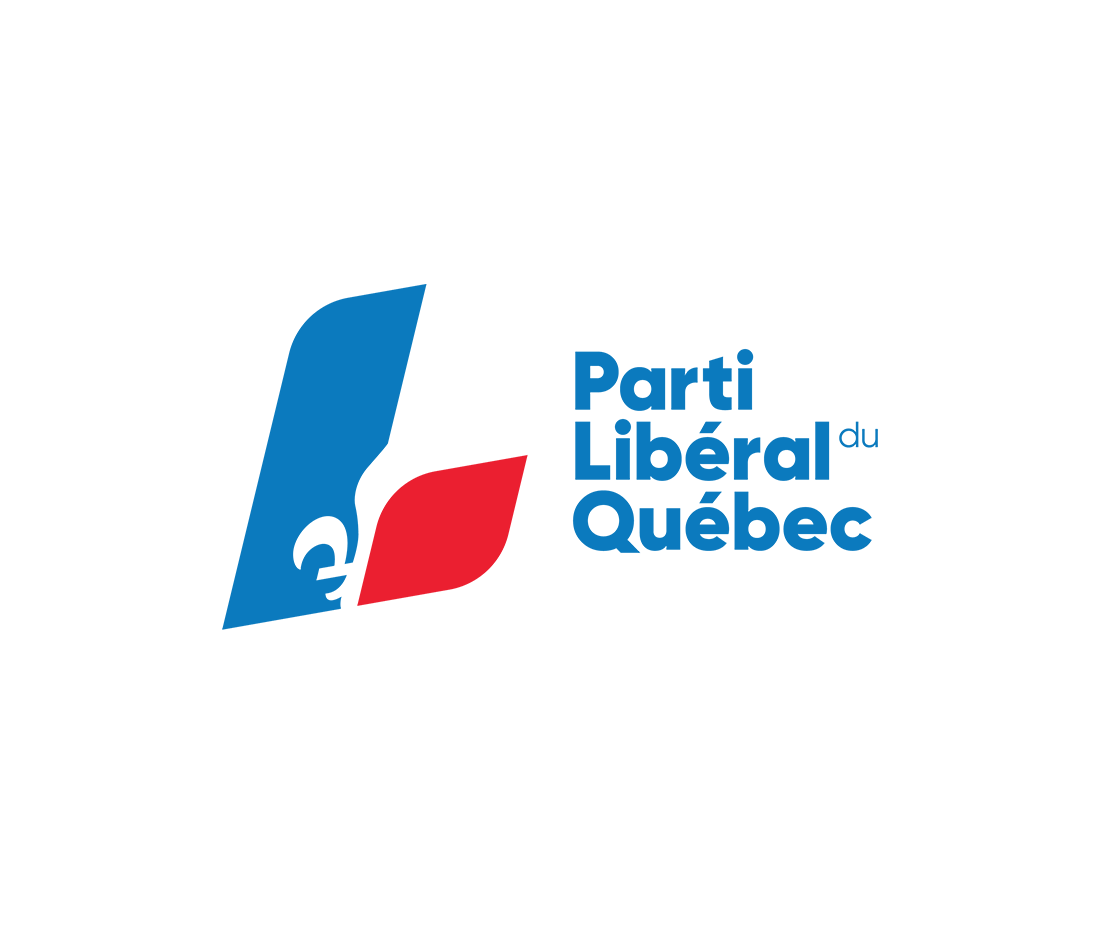
De 2022 à aujourd’hui

## Base électorale
Le PLQ profite de façon constante du suffrage presque monolithique des non-francophones du Québec, qui votent invariablement pour lui à hauteur de 80 à 85 %. Ceci lui donne un avantage sur ses adversaires dans la mesure où le vote des francophones est davantage divisé entre les autres partis. Il a été calculé[Quand ?] que dans une circonscription donnée, dès que le pourcentage des électeurs francophones tombe sous la barre des 79 %, le PLQ est presque immanquablement[précision nécessaire] élu. À l'élection de 2018, le PLQ a remporté toutes les circonscriptions où les non-francophones représentaient plus de 35 % de la population, sauf Laurier-Dorion. Cet avantage stratégique est renforcé par la baisse constante de la proportion de francophones au Québec (causée par l'immigration[réf. souhaitée]). Selon Frédéric Lacroix : « Dans les dix ou quinze prochaines années, donc, les changements démographiques en cours risquent de provoquer un verrouillage politique dans l'ensemble de la région de Montréal, qui représente la moitié des circonscriptions au Québec. »[pertinence contestée]

## Résultats électoraux
| Élection | Chef                             | Votes     | %     | Sièges    | +/–           | Positionnement | Gouvernement            | Slogan électoral                                |
| -------- | -------------------------------- | --------- | ----- | --------- | ------------- | -------------- | ----------------------- | ----------------------------------------------- |
| 1867     | Henri-Gustave Joly de Lotbinière | 26 842    | 35,46 | 13 / 64   |               | 2e             | Opposition officielle   |                                                 |
| 1871     | Henri-Gustave Joly de Lotbinière | 23 760    | 39,41 | 19 / 65   | 6             | 2e             | Opposition officielle   |                                                 |
| 1875     | Henri-Gustave Joly de Lotbinière | 33 763    | 38,83 | 19 / 65   | en stagnation | 2e             | Opposition officielle   |                                                 |
| 1878     | Henri-Gustave Joly de Lotbinière | 65 285    | 47,49 | 31 / 65   | 12            | 2e             | Opposition officielle   |                                                 |
| 1881     | Henri-Gustave Joly de Lotbinière | 38 020    | 38,97 | 15 / 65   | 16            | 2e             | Opposition officielle   |                                                 |
| 1886     | Honoré Mercier                   | 58 389    | 39,58 | 33 / 65   | 18            | 1er            | Mercier                 |                                                 |
| 1890     | Honoré Mercier                   | 70 345    | 44,54 | 43 / 73   | 10            | 1er            | Mercier                 |                                                 |
| 1892     | Félix-Gabriel Marchand           | 76 280    | 43,65 | 21 / 73   | 22            | 2e             | Opposition officielle   |                                                 |
| 1897     | Félix-Gabriel Marchand           | 120 300   | 53,28 | 51 / 74   | 30            | 1er            | Marchand                |                                                 |
| 1900     | Simon-Napoléon Parent            | 54 957    | 53,15 | 67 / 74   | 16            | 1er            | Parent                  |                                                 |
| 1904     | Simon-Napoléon Parent            | 62 889    | 55,43 | 67 / 74   | en stagnation | 1er            | Parent                  |                                                 |
| 1908     | Lomer Gouin                      | 131 068   | 53,53 | 57 / 74   | 10            | 1er            | Gouin                   |                                                 |
| 1912     | Lomer Gouin                      | 155 958   | 53,54 | 62 / 81   | 5             | 1er            | Gouin                   |                                                 |
| 1916     | Lomer Gouin                      | 126 266   | 60,57 | 75 / 81   | 13            | 1er            | Gouin                   |                                                 |
| 1919     | Lomer Gouin                      | 67 292    | 51,91 | 74 / 81   | 1             | 1er            | Gouin                   |                                                 |
| 1923     | Louis-Alexandre Taschereau       | 149 730   | 51,52 | 64 / 85   | 10            | 1er            | Taschereau              |                                                 |
| 1927     | Louis-Alexandre Taschereau       | 188 687   | 59,34 | 74 / 85   | 10            | 1er            | Taschereau              |                                                 |
| 1931     | Louis-Alexandre Taschereau       | 268 732   | 54,88 | 79 / 90   | 5             | 1er            | Taschereau              |                                                 |
| 1935     | Louis-Alexandre Taschereau       | 251 127   | 46,82 | 48 / 90   | 31            | 1er            | Taschereau puis Godbout |                                                 |
| 1936     | Adélard Godbout                  | 227 860   | 40,02 | 14 / 90   | 34            | 2e             | Opposition officielle   |                                                 |
| 1939     | Adélard Godbout                  | 301 382   | 53,5  | 69 / 86   | 55            | 1er            | Godbout                 |                                                 |
| 1944     | Adélard Godbout                  | 523 316   | 39,35 | 37 / 91   | 32            | 2e             | Opposition officielle   |                                                 |
| 1948     | Adélard Godbout                  | 547 478   | 36,16 | 8 / 92    | 28            | 2e             | Opposition officielle   |                                                 |
| 1952     | Georges-Émile Lapalme            | 768 539   | 45,77 | 23 / 92   | 15            | 2e             | Opposition officielle   |                                                 |
| 1956     | Georges-Émile Lapalme            | 828 264   | 44,87 | 20 / 93   | 3             | 2e             | Opposition officielle   |                                                 |
| 1960     | Jean Lesage                      | 1 077 135 | 51,38 | 51 / 95   | 31            | 1er            | Lesage                  | C'est le temps que ça change !                  |
| 1962     | Jean Lesage                      | 1 205 253 | 56,40 | 63 / 95   | 12            | 1er            | Lesage                  | Maîtres chez nous                               |
| 1966     | Jean Lesage                      | 1 099 435 | 47,29 | 50 / 108  | 13            | 2e             | Opposition officielle   | Pour un Québec plus prospère (Québec en marche) |
| 1970     | Robert Bourassa                  | 1 304 341 | 45,40 | 72 / 108  | 22            | 1er            | Bourassa                | 100 000 emplois (Québec au travail)             |
| 1973     | Robert Bourassa                  | 1 623 734 | 54,65 | 102 / 110 | 30            | 1er            | Bourassa                | Bourassa construit (Votons libéral)             |
| 1976     | Robert Bourassa                  | 1 135 056 | 33,78 | 26 / 110  | 76            | 2e             | Opposition officielle   | Non au séparatisme (Bourassa notre garantie)    |
| 1981     | Claude Ryan                      | 1 658 753 | 46,08 | 42 / 122  | 16            | 2e             | Opposition officielle   | Pour du vrai progrès au Québec                  |
| 1985     | Robert Bourassa                  | 1 910 307 | 55,99 | 99 / 125  | 57            | 1er            | Bourassa                | Maîtriser l'avenir (Changeons pour du solide)   |
| 1989     | Robert Bourassa                  | 1 702 808 | 49,95 | 92 / 125  | 7             | 1er            | Bourassa puis Johnson   | Assurons notre avenir                           |
| 1994     | Daniel Johnson                   | 1 737 698 | 44,40 | 47 / 125  | 45            | 2e             | Opposition officielle   | L'emploi                                        |
| 1998     | Jean Charest                     | 1 771 858 | 43,55 | 48 / 125  | 1             | 2e             | Opposition officielle   | Pour un Québec plus fort                        |
| 2003     | Jean Charest                     | 1 755 863 | 45,99 | 76 / 125  | 28            | 1er            | Charest                 | Nous sommes prêts                               |
| 2007     | Jean Charest                     | 1 313 664 | 33,08 | 48 / 125  | 28            | 1er            | Charest                 | Unis pour réussir                               |
| 2008     | Jean Charest                     | 1 366 046 | 42,08 | 66 / 125  | 18            | 1er            | Charest                 | L'Économie d'abord. OUI                         |
| 2012     | Jean Charest                     | 1 360 968 | 31,20 | 50 / 125  | 16            | 2e             | Opposition officielle   | Pour le Québec !                                |
| 2014     | Philippe Couillard               | 1 757 071 | 41,52 | 70 / 125  | 20            | 1er            | Couillard               | Ensemble, on s'occupe des vraies affaires       |
| 2018     | Philippe Couillard               | 1 001 148 | 24,82 | 31 / 125  | 39            | 2e             | Opposition officielle   | Pour faciliter la vie des Québécois             |
| 2022     | Dominique Anglade                | 591 077   | 14,37 | 21 / 125  | 10            | 2e             | Opposition officielle   | Votez vrai. Vrais enjeux. Vraies solutions.     |

## Commission-Jeunesse
Une des particularités du Parti libéral du Québec est sa Commission-Jeunesse. Cette commission permanente est responsable de l'implication des jeunes au sein du parti et possède le mandat des membres de 16 à 25 ans. Elle délègue au minimum un tiers des délégués lors des Congrès des membres du PLQ (l'instance décisionnelle suprême du parti). Elle compte actuellement plus de 600 membres.
La Commission-Jeunesse a plusieurs luttes à son historique tant à l'intérieur qu'à l'extérieur de son parti. Elle a proposé la création de la carte-soleil, a lutté contre Claude Ryan dans les années 1980 contre le dégel des frais de scolarité et exigé que la TVQ ne soit plus perçue sur la vente de livre au Québec notamment. Dans les années 1980, les congrès annuels de la Commission-Jeunesse attiraient plusieurs centaines de jeunes.
Elle connut des moments moins réjouissants, notamment lors du dépôt du rapport Allaire, qui causa un déchirement au sein du PLQ et un exode des membres, amenant la création de l'Action démocratique du Québec. Le président de la Commission-Jeunesse à ce moment était Mario Dumont, chef de l'ADQ de 1994 à 2008.
Parmi les débats amenés par les jeunes libéraux, notons l'enseignement de l'anglais dès la première année du primaire, l'instauration de la carte d'assurance-maladie, l'abolition de la malbouffe dans les écoles, le maintien du financement du régime de prêts et bourses et la création du Fonds des générations.